# Teoria orbitali granicznych
Teoria orbitali granicznych – jedna z aplikacji teorii orbitali molekularnych opisujących interakcję pomiędzy orbitalami HOMO i LUMO. Ma ona duże znaczenie w chemii organicznej do opisu mechanizmu reakcji pericyklicznych i przewidywania geometrii produktów powstających w tych procesach.

## Historia
W 1952 roku Kenichi Fukui opublikował pracę w której zawarł podstawy teorii opisującej reaktywność węglowodorów aromatycznych. Artykuł został opublikowany w Journal of Chemical Physics pod tytułem "A molecular orbital theory of reactivity in aromatic hydrocarbons". Pomimo ostrej krytyki środowiska naukowego jego badania zostały później docenione, a sam badacz w 1981 roku otrzymał (wraz z Roaldem Hoffmannem) Nagrodę Nobla w dziedzinie chemii.

## Opis teoretyczny
Podstawą teorii jest założenie, że dobrym przybliżeniem reaktywności danego związku lub fragmentu cząsteczki są własności pary orbitali granicznych HOMO/LUMO. Zostało ono poparte kilkoma obserwacjami związanymi z teorią orbitali molekularnych (ang. molecular orbital theory):
1. Zajęte orbitale dwóch cząsteczek wzajemnie się odpychają.
2. Przeciwnie naładowane fragmenty znajdujące się w obrębie tej samej lub dwóch innych cząsteczek wzajemnie się przyciągają.
3. Zajęte i niezajęte orbitale dwóch cząsteczek (zwłaszcza orbitale HOMO i  LUMO) oddziałują ze sobą co zwiększa reaktywność.

Teoria orbitali granicznych, bazująca na tych spostrzeżeniach upraszcza zagadnienie reaktywności cząsteczek do badań interakcji pomiędzy orbitalami HOMO i LUMO reagentów. Dzięki temu możliwe jest łatwe wytłumaczenie reguł Woodwarda-Hoffmanna obowiązujących dla reakcji pericyklicznych indukowanych termicznie.

## Zastosowania

### Reakcje cykloaddycji

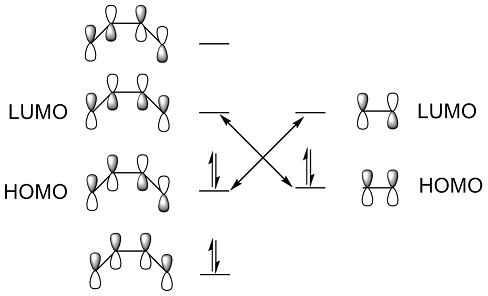
Cykloaddycja butadienu i etenu z punktu widzenia orbitali molekularnych

Cykloaddycja stanowi typ reakcji uzgodnionej w której dochodzi do jednoczesnego formowania się przynajmniej dwóch wiązań chemicznych, co prowadzi do utworzenia pierścienia. Stan przejściowy takiej reakcji zazwyczaj zawiera kilka elektronów tworzących układ cykliczny. W większości przypadków korzystając z reguł Woodwarda-Hoffmanna można przewidzieć czy dana reakcja będzie mogła zajść czy też będzie zabroniona ze względu na symetrię orbitali.
Przykładowo reakcja Dielsa-Aldera pomiędzy cyklopentadienem i bezwodnikiem maleinowym
jest dozwolona z uwagi na 6 elektronów poruszających się w sposób suprafacjalny oraz brak elektronów poruszających się w sposób antarafacjalny. Można zatem powiedzieć, że w procesie bierze udział (4q + 2)s składników i nie ma w nim składników (4r)a. Oznaczenie postaci (4q + 2)s nawiązuje do ilości aromatycznych, suprafacjalnych elektronów w układzie natomiast oznaczenie (4r)a wskazuje na ilość antyaromatycznych, antarafacjalnych elektronów w rozważanym układzie. W myśl wzmiankowanych powyżej reguł WH oznacza to, że reakcja jest dozwolona na drodze termicznej.

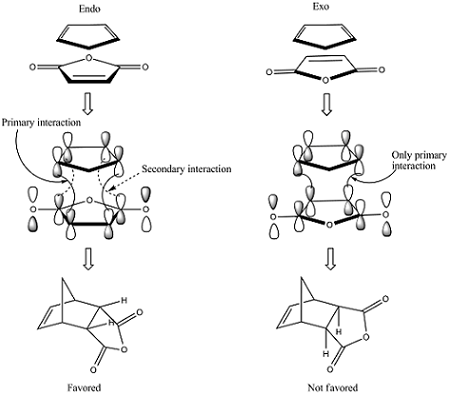
Cykloaddycja cyklopentadienu i bezwodnika maleinowego

Teoria orbitali granicznych pozwala także na przewidzenie stereochemii reakcji Dielsa-Aldera. Ponieważ rozważany proces jest cykloaddycją [4 + 2] dla prostoty można rozważyć reakcję pomiędzy etenem a butadienem. Ponieważ zarówno orbital HOMO butadienu jak i orbital LUMO etenu są antysymetryczne to reakcja jest dozwolona.
W przypadku reakcji Dielsa-Aldera pomiędzy cyklopentadienem i bezwodnikiem maleinowym obserwuje się stereoselektywne powstawanie produktu endo co może zostać wytłumaczone przy pomocy teorii orbitali granicznych. Bezwodnik maleinowy posiada grupę wyciągającą elektrony co sprawia, że fragment cząsteczki będący dienofilem jest ubogi w elektrony. Pomimo że produkt egzo jest bardziej stabilny termodynamicznie, to dozwolona jest jedynie reakcja z udziałem orbitalu HOMO cyklopentadienu oraz LUMO bezwodnika maleinowego prowadząca do izomeru endo. W przypadku formowania się tego izomeru dochodzi bowiem do wystąpienia dodatkowych, drugorzędowych oddziaływań pomiędzy orbitalami, których efektem jest obniżenie energii stanu przejściowego. W wyniku tego szybkość formowania się produktu endo jest większa a sama reakcja jest preferowana kinetycznie.

### Reakcje sigmatropowe
Reakcja sigmatropowa to reakcja przegrupowania w wyniku której zachodzi migracja wiązania σ wzdłuż skoniungowanego układu elektronów π. Przesunięcie takie może zajść w sposób antarafacjalny i suprafacjalny. Przykładem może być przesunięcie [1,5] wodoru w pentadienie. W przypadku przemieszczenia suprafacjalnego 6 elektronów przemieści się w sposób suprafacjalny a żaden w sposób antarafacjalny co oznacza, że reakcja jest dozwolona przez reguły Woodwarda-Hoffmanna. Migracja antarafacjalna jest zabroniona.
Wynik ten może zostać przewidziany przy wykorzystaniu teorii orbitali granicznych. Opisywana powyżej reakcja może zostać rozważona w następujący sposób:
1. Czy proces jest możliwy do przeprowadzenia
2. Jaki jest dokładny mechanizm przesunięcia

W przypadku przesunięcia [1,5] w pentadienie w reakcji rozważa się udział orbital HOMO wiązania σ oraz orbital LUMO butadienu (formalnie są to pozostałe cztery atomy węgla w cząsteczce). Przy założeniu, że reakcja zachodzi suprafacjalnie to wzmiankowane wcześniej 4 atomy węgla nie biorą udziału w formowaniu wiązania sigma produktu. Reakcja jest dozwolona ponieważ system elektronów π przechodzi z orbitalu LUMO do orbitalu HOMO.
Reakcja zachodzi w sposób suprafacjalny ponieważ orbitale na krańcach cząsteczki są w takiej samej fazie (mają taki sam znak algebraiczny). Dlatego też możliwa jest ich konstruktywna interferencja prowadząca do utworzenia wiązania σ. W przypadku procesu zachodzącego antarafacjalnie na skutek oddziaływań orbitali o niezgodnych fazach dochodzi do formowania się orbitalu antywiążącego przez co nie jest możliwe utworzenie nowego wiązania.

### Reakcje elektrocykliczne
Reakcja elektrocykliczna stanowi typ reakcji pericyklicznej w której dochodzi do rozpadu układu wiązań π oraz utworzenie wiązania σ, prowadzące do uformowania pierścienia. W większości przypadków możliwe jest też reakcji odwrotnej, prowadzącej do rozpadu pierścienia. Takie procesy mogą zachodzić konrotacyjnie lub dysrotacyjnie. W pierwszym przypadku podstawniki na obu końcach układu wiązań podwójnych obracają się w tę samą stronę (zgodnie lub niezgodnie z kierunkiem wskazówek zegara). Natomiast w procesie dysrotacyjnym oba podstawniki obracają się w przeciwnych kierunkach.
W przypadku konrotacyjnego otwarcia pierścienia cyklobutanowego dwa elektrony przemieszczają się w sposób suprafacjalny (wiązanie п) a dwa przemieszczają się antarafacjalnie (wiązanie σ). Proces ten jest dozwolony przez reguły Woodwarda-Hoffmanna i zachodzi indukowany termicznie.